# لارا دوتا

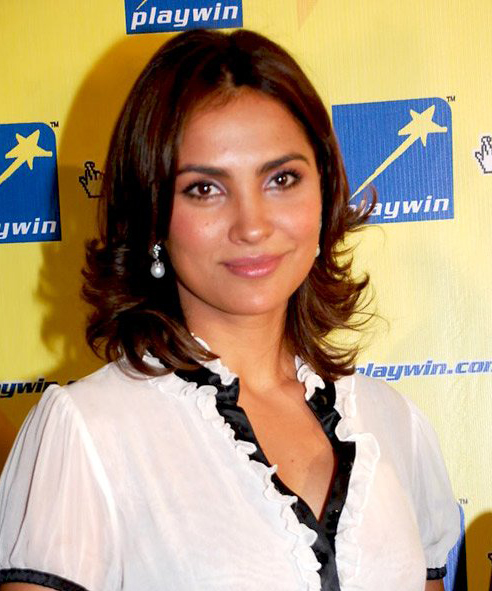
لارا دوتا دوشیزه جهان در سال ۲۰۰۰

لارا دوتا (انگلیسی: Lara Dutta؛ زادهٔ ۱۶ آوریل ۱۹۷۸) یک هنرپیشه اهل هند است. وی از سال ۱۹۹۵ میلادی تاکنون مشغول فعالیت بوده‌است.
وی در سال ۲۰۰۰ برنده جایزه دختر شایسته جهان در مراسم دوشیزه جهان شد.
از فیلم‌ها یا برنامه‌های تلویزیونی که وی در آن نقش داشته‌است می‌توان به ام شنتی ام، آن اشاره کرد.
او در سال ۲۰۱۱ با ماهش بوپاتی ازدواج کرد.

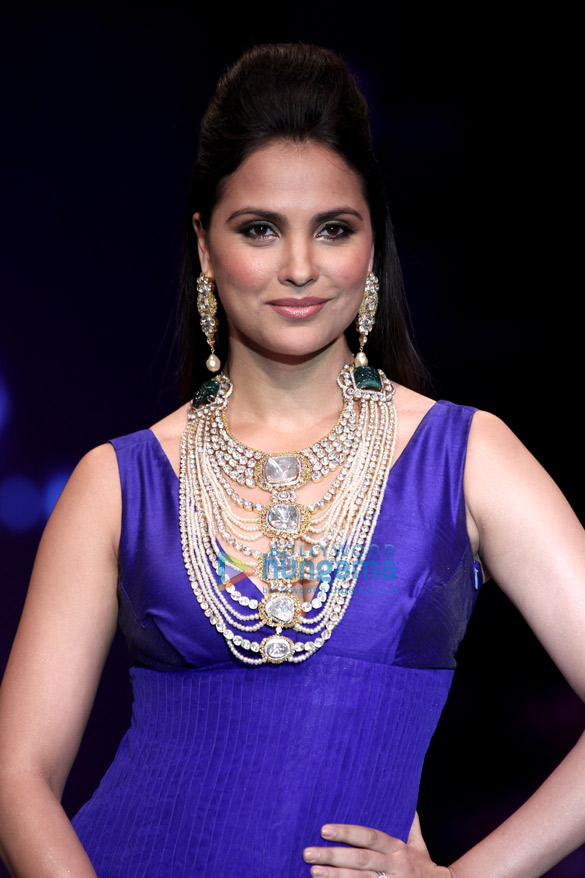
لارا دوتا در سال ۲۰۱۳

## فیلم‌شناسی
فهرست برخی از فیلم‌هایی که لارا دوتا در آنها به ایفای نقش پرداخته‌است:
- ۲۰۰۳ انداز
- ۲۰۰۳ عشق نابرابر
- ۲۰۰۴ خاکی
- ۲۰۰۴ برداشت
- ۲۰۰۴ آن
- ۲۰۰۴ سرگرمی
- ۲۰۰۵ ورود ممنوع
- ۲۰۰۵ دوستی
- ۲۰۰۵ انسان
- ۲۰۰۵ اعلان
- ۲۰۰۵ جرم
- ۲۰۰۵ زمان عذاب
- ۲۰۰۶ فنا
- ۲۰۰۶ دویدن در پیرامون
- ۲۰۰۶ زنده
- ۲۰۰۷ ام شنتی ام
- ۲۰۰۷ زوم برابر زوم
- ۲۰۰۸ خداوند زوج‌ها را می‌سازد
- ۲۰۰۸ جامبو
- ۲۰۰۹ بیلوی آرایشگر
- ۲۰۰۹ مزاحم نشو
- ۲۰۱۰ خانه شلوغ
- ۲۰۱۱ دان۲: تعقیب ادامه می‌یابد
- ۲۰۱۱ به سوی دهلی
- ۲۰۱۳ دیوید-تامیلی
- ۲۰۱۳ دیوید-هندی
- ۲۰۱۵ سینگ بله می‌گوید
- ۲۰۱۶ وسواس
- ۲۰۱۶ اظهر
- ۲۰۱۸ به نیویورک خوش آمدید
- ۲۰۲۱ بل باتم
- ۲۰۲۳ عشق ساده